# 贾让
賈讓（?—?），西漢著名水利家。
綏和二年（前7年），黃河決口頻繁，漢哀帝詔“博求能浚川疏河者”，賈讓以為治理黃河，要分三個方案，黃河自黎阳（今河南浚縣）改道北流入海，“徙冀州之民当水冲者，决黎阳遮害亭放河使北入海”是為上策；至於中策則建議“多穿漕渠于冀州地，使民得以溉田，分殺水怒。”；如果只是在河道上“缮完故堤，增卑倍薄”，“劳费无已，数逢其害，此最下策也”。這篇《贾让治河三策》的文章收錄在《漢書‧溝洫志》。
明代水利學家潘季驯曾研究過賈讓三策，潘季驯治河之法——“束水攻沙”，其采用賈讓之下策；清人龚自珍認為賈讓之議“未免高论难行”。台灣經濟學家蔣碩傑認為賈讓本人對於水利學及黃河的水文資料都沒有研究清楚，所謂上策“將現有的河堤決開，讓黃河舒舒暢暢、從從容容的流入海去的策略，是不可行而有害的。”。